# Tercera categoria del Campionat de Catalunya de futbol 1936-1937
Resultats de la lliga de Tercera categoria del Campionat de Catalunya de futbol 1936-1937.

## Sistema de competició
La tercera categoria del Campionat de Catalunya de futbol 1936-1937 fou anomenada Segona Categoria Preferent. Va ser formada per dos grups de sis equips. Poc abans de començar el campionat, una resolució respecte a un partit de la temporada anterior entre la US d'Arenys i el Sant Sadurní FC, atorgà als primers la plaça a la categoria en prejudici dels segons. També el CD Móra d'Ebre participà en el campionat per la retirada del FC Santboià.

## Classificació final
Els campions foren CE Manresa i Gràcia EC, que a més ascendiren a la categoria superior.
Grup Primer
| Pos | Equip               | PJ | PG | PE | PP | GF | GC | DG  | Pts | Classificació |
| --- | ------------------- | -- | -- | -- | -- | -- | -- | --- | --- | ------------- |
| 1   | CE Manresa (C, P)   | 10 | 8  | 0  | 2  | 39 | 16 | +23 | 16  | Campió        |
| 2   | Calella SC          | 10 | 5  | 0  | 5  | 34 | 24 | +10 | 10  |               |
| 3   | Iluro SC            | 10 | 5  | 0  | 5  | 22 | 17 | +5  | 10  |               |
| 4   | Sant Cugat Sport FC | 10 | 5  | 0  | 5  | 13 | 34 | −21 | 10  |               |
| 5   | Mollet SC           | 10 | 4  | 0  | 6  | 26 | 22 | +4  | 8   |               |
| 6   | UE d'Arenys         | 10 | 3  | 0  | 7  | 19 | 40 | −21 | 6   |               |

Grup Segon
| Pos | Equip                  | PJ | PG | PE | PP | GF | GC | DG  | Pts | Classificació |
| --- | ---------------------- | -- | -- | -- | -- | -- | -- | --- | --- | ------------- |
| 1   | Gràcia EC (C, P)       | 10 | 7  | 0  | 3  | 35 | 17 | +18 | 14  | Campió        |
| 2   | Casal Reusenc          | 10 | 5  | 1  | 4  | 25 | 24 | +1  | 11  |               |
| 3   | FC Amposta             | 10 | 4  | 1  | 5  | 15 | 22 | −7  | 9   |               |
| 4   | Casal d'Esp. Tarragona | 10 | 3  | 2  | 5  | 12 | 14 | −2  | 8   |               |
| 5   | CD Móra d'Ebre         | 10 | 4  | 0  | 6  | 21 | 24 | −3  | 8   |               |
| 6   | Tàrrega SC             | 10 | 4  | 2  | 4  | 23 | 30 | −7  | 8   | (-2)          |

| Grup Primer | Grup Primer | Grup Primer          | Grup Primer |
| Jornada     | Data        | Local - Visitant     | Resultat    |
| ----------- | ----------- | -------------------- | ----------- |
| 1           | 4 oct 1936  | Manresa - Calella    | 5-2         |
| 1           | 4 oct 1936  | Iluro - Mollet       | 2-0         |
| 1           | 4 oct 1936  | Arenys - Sant Cugat  | 2-0         |
| 2           | 11 oct 1936 | Mollet - Arenys      | 5-6         |
| 2           | 11 oct 1936 | Calella - Iluro      | 5-0         |
| 2           | 11 oct 1936 | Sant Cugat - Manresa | 3-2         |
| 3           | 25 oct 1936 | Arenys - Manresa     | 1-6         |
| 3           | 25 oct 1936 | Mollet - Calella     | 4-0         |
| 3           | 25 oct 1936 | Iluro - Sant Cugat   | 4-0         |
| 4           | 1 nov 1936  | Manresa - Iluro      | 4-1         |
| 4           | 15 nov 1936 | Arenys - Calella     | 1-6         |
| 4           | 15 nov 1936 | Sant Cugat - Mollet  | 3-2         |
| 5           | 8 nov 1936  | Mollet - Manresa     | 0-3         |
| 5           | 8 nov 1936  | Iluro - Arenys       | 6-0         |
| 5           | 8 nov 1936  | Calella - Sant Cugat | 7-0         |
| 6           | 22 nov 1936 | Calella - Manresa    | 4-0         |
| 6           | 22 nov 1936 | Mollet - Iluro       | 1-0         |
| 6           | 22 nov 1936 | Sant Cugat - Arenys  | 3-1         |
| 7           | 29 nov 1936 | Arenys - Mollet      | 2-1         |
| 7           | 29 nov 1936 | Iluro - Calella      | 6-2         |
| 7           | 29 nov 1936 | Manresa - Sant Cugat | 7-0         |
| 8           | 6 des 1936  | Manresa - Arenys     | 6-2         |
| 8           | 6 des 1936  | Calella - Mollet     | 2-3         |
| 8           | 6 des 1936  | Sant Cugat - Iluro   | 2-0         |
| 9           | 13 des 1936 | Iluro - Manresa      | 1-2         |
| 9           | 13 des 1936 | Calella - Arenys     | 5-3         |
| 9           | 13 des 1936 | Mollet - Sant Cugat  | 8-0         |
| 10          | 20 des 1936 | Manresa - Mollet     | 4-2         |
| 10          | 20 des 1936 | Arenys - Iluro       | 1-2         |
| 10          | 20 des 1936 | Sant Cugat - Calella | 2-1         |
|             |             |                      |             |

| Grup Segon | Grup Segon  | Grup Segon            | Grup Segon |
| Jornada    | Data        | Local - Visitant      | Resultat   |
| ---------- | ----------- | --------------------- | ---------- |
| 1          | 4 oct 1936  | Tarragona - Amposta   | 2-0        |
| 1          | 4 oct 1936  | Reus - Tàrrega        | 8-2        |
| 1          | 6 oct 1936  | Gràcia - Mora Ebre    | 8-1        |
| 2          | 11 oct 1936 | Amposta - Gràcia      | 0-1        |
| 2          | 11 oct 1936 | Tàrrega - Tarragona   | 2-0        |
| 2          | 11 oct 1936 | Mora Ebre - Reus      | 5-0        |
| 3          | 25 oct 1936 | Gràcia - Reus         | 5-1        |
| 3          | 25 oct 1936 | Amposta - Tàrrega     | 1-1        |
| 3          | 25 oct 1936 | Tarragona - Mora Ebre | 1-0        |
| 4          | 1 nov 1936  | Gràcia - Tàrrega      | 8-1        |
| 4          | 1 nov 1936  | Mora Ebre - Amposta   | 1-2        |
| 4          | 1 nov 1936  | Reus - Tarragona      | 1-0        |
| 5          | 8 nov 1936  | Tarragona - Gràcia    | 0-1        |
| 5          | 8 nov 1936  | Amposta - Reus        | 3-1        |
| 5          | 8 nov 1936  | Tàrrega - Mora Ebre   | 4-0        |
| 6          | 20 nov 1936 | Amposta - Tarragona   | 2-1        |
| 6          | 20 nov 1936 | Mora Ebre - Gràcia    | 4-0        |
| 6          | 22 nov 1936 | Tàrrega - Reus        | 4-1        |
| 7          | 29 nov 1936 | Tarragona - Tàrrega   | 2-2        |
| 7          | 29 nov 1936 | Reus - Mora Ebre      | 3-2        |
| 7          | 27 des 1936 | Gràcia - Amposta      | 5-2        |
| 8          | 6 des 1936  | Reus - Gràcia         | 3-1        |
| 8          | 6 des 1936  | Tàrrega - Amposta     | 4-1        |
| 8          | 6 des 1936  | Mora Ebre - Tarragona | 3-2        |
| 9          | 13 des 1936 | Tàrrega - Gràcia      | 2-4        |
| 9          | 13 des 1936 | Tarragona - Reus      | 1-1        |
| 9          | 3 gen 1937  | Amposta - Mora Ebre   | 3-0        |
| 10         | 3 gen 1937  | Gràcia - Tarragona    | 2-3        |
| 10         | 10 gen 1937 | Reus - Amposta        | 6-1        |
| 10         | 10 gen 1937 | Mora Ebre - Tàrrega   | 5-1        |
|            |             |                       |            |